# Vesela pomlad
Vesela pomlad je slovensko pevsko društvo, ki deluje na Opčinah nad Trstom od leta 1978.

## Nastanek in delovanje
Na Opčinah so se 12. decembra 1978 sestali starši in bodoči zborovodja Franc Pohajač in ustanovili otroški pevski zbor. Ime Vesela pomlad so izbrali pevci sami v istem šolskem letu, prvi nastop je otroški zbor imel v Finžgarjevem domu na Opčinah 1. aprila 1979, zbor je štel 67 pevcev. V naslednjem šolskem letu je začel delovati Ožji odbor staršev, ki je sčasoma postal izvršni odbor zbora. Zbor je stalno vadil in imel mnogo nastopov, oblikovale so se tudi samostojne skupine, saj so pevci prerasli obdobje otroškega zbora. Tako je leta 1985 nastala Dekliška pevska skupina - DPZ, kjer so pela dekleta iz višje srednje šole. Nato se je izoblikoval tudi Mladinski pevski zbor. Ob desetletni društva leta 1988 so izdali zvočno kaseto, kjer so posnetki pesmi, ki jih izvajajo dekliška skupina, mešani mladinski zbor in ansambel Zvezde. Istega leta so se pevci podali na tritedensko gostovanje v Kanado.
Društvo se je stalno razvijalo, zbori so ogromno nastopali, leta 1996 so uradno ustanovili SOMPD - Slovensko otroško in mladinsko pevsko društvo Vesela pomlad in izvolili upravni odbor.
Pevci so rasli in so v okviru društva Vesela pomlad ustanavljali razne skupine, ki so se uveljavile na zborovskem prizorišču: med leti 1998-2001 komorno mešano skupino Resonet (dirigirala je Aleksandra Pertot in tudi Janko Ban), vokalno instrumentalno skupino Joy spring med leti 2003-2006, dekliško vokalno skupino Ver leatum (zborovodja Rossana Paliaga).
Društvo je prirejalo gostovanja za Slovence po Evropi, ZDA in Kanadi. Gostovali so z ansamblom Galebi in pevskim tercetom Mavrica v Kanadi in ZDA, leta 1981 z Galebi v Nemčiji, leta 1983 z Galebi v Belgiji, istega leta z MPZ Vesela pomlad in glasbeno skupino Zvezde v Rimu, z istima skupinama leta 1984 v Parizu in leta 1985 v Berlinu. Zbor Vesela pomlad se je udeleževal tudi raznih zborovskih festivalov in natečajev, kjer se je vedno dobro izkazal.

## Predsedniki društva Vesela pomlad
Za delo in uspešnost društva so bili poleg staršev, dirigentov in članov upravnega odbora zelo pomembni predsedniki skupine, saj zahteva ta funkcija mnogo časa, požrtvovalnosti in odgovornosti.
- Magda Calzi
- Majda Danev
- Nadja Perini
- Franc Pohajač
- Manica Maver
- Martina Sosič

## Zborovodje zborov Vesela pomlad
(v abecednem redu)
- Martina Batič
- Janez Beličič
- Lucija Ciac
- Mira Fabjan
- Martina Feri
- Zdenka Kavčič Križmančič
- Samantha Mazziero
- Irena Pahor
- Rossana Paliaga
- Franc Pohajač
- Meta Praček
- Tamara Stanese
- Andreja Štucin
- Martin Vremec

## Vesela pomlad danes
Sčasoma se je zbor Vesele pomladi spremenil v komorni dekliški zbor. Vsekakor je Vesela pomlad ime in pojem, ki je močno zaznamovalo mnogo tržaških rojakov in iz katerega so marsikateri pridobili celo poklicno smer v glasbi in petju. SOMPD Vesela pomlad je bil in je vzgojni program v glasbenem in narodnem smislu, saj je pristna rodoljubna pripadnost močno uspevala pri vseh, ki so bili del tega projekta, saj je v Veseli pomladi doslej prepevalo nad 600 pevcev. In prvotna ideja iz leta 1978 je obrodila odlične sadove.
Leta 2014 je raziskovalka Neža Hribar izdala knjigo - strokovno monografijo z naslovom Note brez pomote : glasbeno opismenjevanje v otroškem pevskem zboru, v kateri opisuje in obravnava izjemno metodo glasbenega učenja, ki ga je uvedel Franc Pohajač pri Veseli pomladi in je edini tak primer v celotnem slovenskem zborovskem okolju.